# تشارلز دبليو. كروفورد (ضابط في البحرية الملكية)
كان الكابتن تشارلز ويسبينغتون غلوفر كروفورد، الحاصل على وسام الإمبراطورية البريطانية (1873 - 16 أكتوبر 1934)، ضابطًا في البحرية الملكية البريطانية، وقاد أسطول ديفونبورت من زوارق الطوربيد الآلية. وفي أوقات فراغه، كان من هواة جمع الطوابع البارزين. وقد وقّع على قائمة هواة جمع الطوابع المتميزين عام 1934.

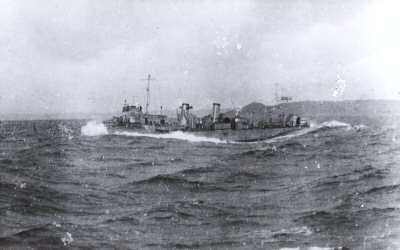
قارب طوربيد صاحبة الجلالة رقم 107، انطلق للإبحار عام 1900 أو 1901، وكان من المقرر أن يكون تحت قيادة كروفورد

## المهنة البحرية
تلقى كروفورد تعليمه في القوات البحرية، وانضم إلى سفينة بريتانيا في دارتموث عام 1886. وترقى إلى رتبة ضابط صف بحري على متن سفينة إتش إم إس نورثمبرلاند عام 1888، ثم انضم لاحقًا في العام نفسه إلى سفينة إتش إم إس كندا في برمودا. في عام 1893، رُقي إلى رتبة نقيب بحرية، وفي مارس 1900، عُيّن بمنصب ضابط طوربيد على متن الطراد المحمي إتش إم إس هاي فلاير، السفينة الرئيسية لمحطة جزر الهند الشرقية. في منتصف عام 1902، رُقّي إلى رتبة ملازم أول، وظل يخدم على متن هاي فلاير. ثم ترقى إلى رتبة قائد، وفي عام 1905، تولى قيادة زورق الطوربيد الآلي HMTB 107 التابع للبحرية الملكية البريطانية، والذي أُطلق عام 1901. كما تولى كروفورد قيادة أسطول ديفونبورت لقوارب الطوربيد بطول 160 قدمًا. سافر على نطاق واسع، وكان مسؤولاً عن البرقيات اللاسلكية في أرض الصومال في العمليات ضد محمد عبد الله حسن، المعروف لدى البريطانيين باسم "الملا المجنون". تقاعد كروفورد عام 1910، لكنه استُدعي للخدمة الفعلية عند اندلاع الحرب العالمية الأولى. شارك في إنزال الفرقة البحرية في دونكيرك وإجلاء أوستند، وقد ذُكر اسمه في برقيات رسمية. في عام 1919، مُنح وسام الإمبراطورية البريطانية تقديراً لعمله خلال الحرب.

## هواية جمع الطوابع
بدأ اهتمام كروفورد بالطوابع في صغره، وكوّن مجموعةً مع زوج والدته. وخلال مسيرته البحرية، كان يُرسل طوابع بريدية إلى الوطن من مختلف الموانئ التي زارها. كانت اهتماماته بالطوابع واسعة، لكنه كان خبيرًا بشكل خاص في طوابع الولايات الأسترالية ونيوزيلندا. انتُخب عضوًا في الجمعية الملكية لهواة جمع الطوابع بلندن في يونيو/حزيران 1918، وكان عضوًا في لجنة الخبراء التابعة لها. وكان منسقًا للجنة قائمة مراجع كوينزلاند، المكلفة بإعداد تقارير عن الأوراق والثقوب والألواح في تلك المنطقة.

## وفاته
توفي كروفورد في منزله بسيفورد في 16 أكتوبر 1934 بعد إصابته بنوبتين قلبيتين في شهر أغسطس 1934. دُفن في مقبرة موردن في 19 أكتوبر 1934، وترك خلفه زوجته.

## من مؤلفاته
- "Reflections on Modern Philately." The Eighth Philatelic Congress.
- "Perforation Varieties of Victoria and their Arrangement." Stanley Gibbons Monthly Journal, Vol. XX, p. 127.
- " Perforations of the 1898-1910 Issues of China." Stanley Gibbons Monthly Journal, Vol. XX, p. 369.
- "The Flaw Varieties of the Electrotyped Issues of Queensland." The London Philatelist, Vol. XXIX, page 191.
- "New Zealand: The 1/2d. 'Newspaper Postage' Stamp, 1873–95." Stanley Gibbons Monthly Journal, Vol. XXIII, p. 120.
- "Introductory Notes to the 1906-08 Provisional Issues of Nicaragua." The London Philatelist, Vol. XXXVI, p. 56.
- "South Australia. The Is. olive-yellow, 1862." The London Philatelist, Vol. XXXIV, p. 193.
- "The Watermarked Papers used for the New Zealand 1/2d. Stamp, inscribed ' Newspaper Postage.' " The London Philatelist, Vol. XXXIX, p. 84.